# Dirección de Inteligencia de la Fuerza Aérea
La Dirección de Inteligencia de la Fuerza Aérea (en árabe: إدارة المخابرات الجوية, Idarat al-Mukhabarat al-Jawiyya), era quizás el más importante servicio de inteligencia de Siria, Establecida en 1963, debe su importancia al papel de Hafez al-Assad como comandante de dicha rama. A pesar de su nombre, se hallan bajo su órbita cuestiones distintas de la inteligencia aeronáutica, y ha participado activamente en la represión de la insurgencia islamista liderada por la rama siria de los Hermanos Musulmanes. Los agentes de este servicio han estado frecuentemente destinados a las embajadas e incluso se los ha podido encontrar en sucursales sirias de la aerolínea nacional.
Durante casi treinta años, el servicio estuvo encabezado por el general Muhammad al-Khuli, en quien Hafez al-Assad confiaba y tenía una oficina adyacente a la suya en el palacio presidencial. En 1995, estaba encabezada por Ibrahim Huwayji.  A partir de 2011 el organismo ha estado encabezado por el general Jamil Hassan, un alauí. La Dirección también participó en los esfuerzos por acabar con las protestas de 2011 contra el gobierno de al-Assad. Se sabe que ha estado activa en la ciudad de Talkalakh, cerca de la frontera libanesa.

## Jefes de la Dirección de Inteligencia de la Fuerza Aérea
- Director – general Jamil Hassan. Sancionado por la Unión Europea por estar involucrado en la «violencia contra la población civil durante la guerra civil en Siria».[8][9]
  - Subdirector – mayor Fuad Tawil. Sancionado por la Unión Europea por estar involucrado en «el uso de violencia a lo largo de Siria, así como la intimidación y la tortura de manifestantes» durante las protestas de 2011.[8]
  - Jefe del área de Investigaciones – general Abdulsalam Fajer Mahmoud. Acusado por la Human Rights Watch (HRW) de haber «ordenado o cometido crímenes de lesa humanidad» durante la guerra civil.[10][11]
  - Jefe del área de Operaciones – coronel Suheil al-Hassan.[11]
  - Jefe del área de Operaciones Especiales – general Ghassan Ismail.[11]

### Jefes regionales
- Damasco – general Adib Salameh.[12]
- Alepo – general Eyad Mandou.[13]
- Homs – general Jawdat al-Ahmed. Acusado por la HRW de haber «ordenado o cometido crímenes de lesa humanidad».[10]
- Daraa – coronel Qusay Mihoub. Acusado por la HRW de haber «ordenado o cometido crímenes de lesa humanidad».[10]
- Latakia – coronel Suhail Al-Abdullah. Acusado por la HRW de haber «ordenado o cometido crímenes de lesa humanidad».[10]